# Ниигата (префектура)
Ниигата (яп. 新潟県 Ниигата-кэн) — префектура, расположенная в регионе Тюбу на острове Хонсю, Япония. Административный центр префектуры — город Ниигата. Площадь префектуры составляет 12 583,83 км², население — 2 315 447 человек (1 августа 2014), плотность населения — 184,00 чел./км².
Ниигата — одна из крупнейших префектур Японии, в ней располагается наибольшее в Японии количество синтоистских святилищ. Она является родиной самурайского покровителя Уэсуги Кэнсина. Современная Ниигата известна своими популярными горнолыжными курортами (Мёко).

## География
Ниигата имеет выход к Японскому морю. Её территория пересечена горами, особенно высокими на границах с другими префектурами. К префектуре относится острова Садо и Авасима. Ниигата расположена в одной из наиболее опасных сейсмических зон. Территория префектуры соответствует историческим провинциях Этиго и Садо.

## Административное деление

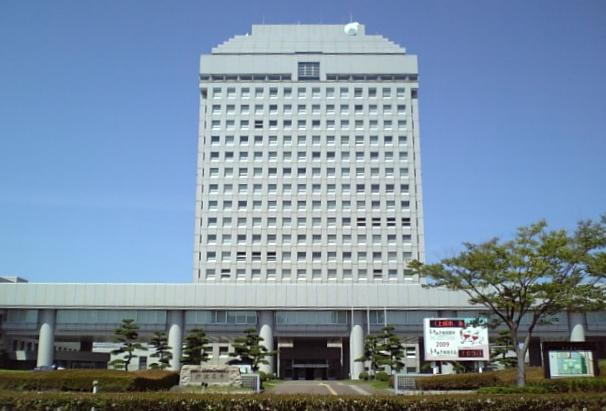
Правительственное здание префектуры Ниигата

В префектуре расположено 20 городов и 10 уездов (7 посёлков и 4 села).

### Города
| - Агано; - Госэн; - Дзёэцу; - Итоигава; - Камо; | - Касивадзаки; - Минамиуонума; - Мицукэ; - Мураками; - Мёко; | - Нагаока; - Ниигата (центр); - Одзия; - Садо; - Сандзё; | - Сибата; - Тайнай; - Токамати; - Уонума; - Цубаме. |

### Посёлки и сёла
Посёлки и сёла по уездам:
| - Ивафунэ; - Авасимаура; - Сэкикава; - Карива; - Карива; - Китакамбара; - Сэйро; - Китауонума - Кавагути; - Минамикамбара; - Тагами; | - Минамиуонума; - Юдзава; - Накауонума; - Цунан; - Нисикамбара - Яхико; - Санто - Идзумодзаки; - Хигасикамбара - Ага. |

## Символика

Старая эмблема префектуры

Первая эмблема префектуры была принята 23 августа 1963 года. Она представляет собой окружность, прерываемой стилизованным символом катаканы «га» (яп. ガ). Флаг префектуры был принят также 23 августа 1963 года. Новая эмблема была утверждена 27 марта 1992 года. Волна, изображённая на эмблеме, символизирует потенциал для безграничного развития префектуры.
Цветком префектуры 23 августа 1963 года выбрали тюльпан Геснера, диким цветком — примулу (primula modesta, 1 марта 2008), деревом — японскую камелию (27 августа 1966), а птицей — красноногого ибиса (13 сентября 1965).